# Рей Вільямс (баскетболіст)
Томас Рей Вільямс (англ. Thomas Ray Williams; 14 жовтня 1954, Маунт-Вернон — 22 березня 2013, Нью-Йорк) — американський професіональний баскетболіст, що грав на позиції розігруючого захисника за низку команд НБА. Молодший брат баскетболіста Гаса Вільямса.

## Ігрова кар'єра
Починав грати у баскетбол у команді Маунт-Вернонської старшої школи (Маунт-Вернон, Нью-Йорк) та двічі ставав чемпіоном штату у її складі. На університетському рівні грав спочатку за команду Сан-Хасінто (1973–1975), а згодом Міннесоту (1975–1977). 
1977 року був обраний у першому раунді драфту НБА під загальним 10-м номером командою «Нью-Йорк Нікс». Захищав кольори команди з Нью-Йорка протягом наступних 4 сезонів.
З 1981 по 1982 рік грав у складі «Нью-Джерсі Нетс», куди був обміняний на Моріса Лукаса. 17 квітня 1982 року у матчі проти «Детройт Пістонс» набрав 52 очки, що стало його особистим рекордом. Це також був найкращий показник франшизи, поки 2012 року Дерон Вільямс не набрав 57 очок.
1982 року в обмін на Філа Форда перейшов до «Канзас-Сіті Кінгс», у складі якої провів наступний сезон своєї кар'єри.
Наступною командою в кар'єрі гравця була «Нью-Йорк Нікс», куди він був обміняний на Біллі Найта. Відіграв за «Нікс» один сезон.
Посередині сезону 1984-1985 як вільний агент перейшов до «Бостон Селтікс», де мав змогу грати разом з такими зірками як Ларрі Берд та Кевін Макейл. Разом з «Бостоном» дійшов до фіналу НБА, де перемогу святкували «Лос-Анджелес Лейкерс».
Перед початком сезону 1985-1986 підписав контракт з «Лос-Анджелес Кліпперс», проте майже одразу був відрахований з команди. Після цього підписав контракт з «Атланта Гокс». Проте зігравши у 19-ти матчах, знову був відрахований зі складу команди.
Того ж сезону підписав контракт з «Сан-Антоніо Сперс», за яку він відіграв 23 матчі, після чого «Сперс» припинили з ним співпрацю.
Останньою ж командою в кар'єрі гравця стала «Нью-Джерсі Нетс», до складу якої він приєднався наприкінці сезону і за яку відіграв ще один сезон 1986-1987.

## Статистика виступів в НБА

### Регулярний сезон
| Сезон             | Команда             | GP  | GS  | MPG  | FG%  | 3P%  | FT%  | RPG | APG | SPG | BPG | PPG  |
| ----------------- | ------------------- | --- | --- | ---- | ---- | ---- | ---- | --- | --- | --- | --- | ---- |
| 1977–1978         | «Нью-Йорк Нікс»     | 81  | ... | 19.1 | .443 | ...  | .705 | 2.6 | 4.5 | 1.3 | 0.2 | 9.3  |
| 1978–1979         | «Нью-Йорк Нікс»     | 81  | ... | 29.3 | .457 | ...  | .802 | 3.6 | 6.2 | 1.6 | 0.2 | 17.3 |
| 1979–1980         | «Нью-Йорк Нікс»     | 82  | ... | 31.5 | .496 | .189 | .787 | 5.0 | 6.2 | 2.0 | 0.3 | 20.9 |
| 1980–1981         | «Нью-Йорк Нікс»     | 79  | ... | 34.7 | .461 | .235 | .817 | 4.1 | 5.5 | 2.3 | 0.5 | 19.7 |
| 1981–1982         | «Нью-Джерсі Нетс»   | 82  | 69  | 33.3 | .462 | .167 | .832 | 4.0 | 6.0 | 2.4 | 0.5 | 20.4 |
| 1982–1983         | «Канзас-Сіті Кінгс» | 72  | 68  | 30.1 | .392 | .203 | .769 | 4.5 | 7.9 | 1.7 | 0.4 | 15.4 |
| 1983–1984         | «Нью-Йорк Нікс»     | 76  | 63  | 29.3 | .445 | .309 | .827 | 3.5 | 5.9 | 2.1 | 0.3 | 14.8 |
| 1984–1985         | «Бостон Селтікс»    | 23  | 5   | 20.0 | .385 | .261 | .674 | 2.5 | 3.9 | 1.3 | 0.2 | 6.4  |
| 1985–1986         | «Атланта Гокс»      | 19  | 12  | 19.3 | .399 | .364 | .854 | 2.4 | 3.5 | 1.5 | 0.1 | 8.4  |
| 1985–1986         | «Сан-Антоніо Сперс» | 23  | 9   | 17.3 | .382 | .333 | .969 | 1.6 | 4.8 | 1.2 | 0.1 | 7.1  |
| 1985–1986         | «Нью-Джерсі Нетс»   | 5   | 0   | 12.6 | .313 | .000 | .857 | 0.8 | 1.8 | 1.0 | 0.0 | 6.4  |
| 1986–1987         | «Нью-Джерсі Нетс»   | 32  | 14  | 25.0 | .452 | .250 | .817 | 2.3 | 5.8 | 1.2 | 0.3 | 9.9  |
| Усього за кар'єру | Усього за кар'єру   | 655 | 240 | 28.2 | .451 | .237 | .802 | 3.6 | 5.8 | 1.8 | 0.3 | 15.5 |

### Плей-оф
| Сезон             | Команда           | GP | GS  | MPG  | FG%  | 3P%  | FT%  | RPG | APG | SPG | BPG | PPG  |
| ----------------- | ----------------- | -- | --- | ---- | ---- | ---- | ---- | --- | --- | --- | --- | ---- |
| 1978              | «Нью-Йорк Нікс»   | 6  | ... | 23.3 | .526 | ...  | .885 | 2.5 | 5.2 | 1.0 | 0.0 | 17.5 |
| 1981              | «Нью-Йорк Нікс»   | 2  | ... | 42.0 | .439 | .333 | .545 | 4.0 | 4.5 | 2.0 | 0.0 | 21.5 |
| 1982              | «Нью-Джерсі Нетс» | 2  | ... | 38.5 | .298 | .400 | .800 | 6.0 | 7.0 | 2.0 | 0.0 | 17.0 |
| 1984              | «Нью-Йорк Нікс»   | 11 | ... | 28.2 | .354 | .167 | .744 | 3.5 | 8.0 | 1.5 | 0.1 | 11.2 |
| 1985              | «Бостон Селтікс»  | 19 | 0   | 14.6 | .405 | .133 | .960 | 1.9 | 3.2 | 0.6 | 0.1 | 6.3  |
| Усього за кар'єру | Усього за кар'єру | 40 | ... | 22.2 | .403 | .200 | .811 | 2.8 | 5.1 | 1.1 | 0.1 | 10.6 |

## Життя після НБА
Після завершення спортивної кар'єри мав проблеми з фінансами та врешті 1994 року оголосив себе банкрутом. Після цього вирішив подати заяву на дострокову пенсію від НБА та отримав 200 тис. доларів. Переїхав до Флориди, де став жертвою обману з нерухомістю, який знову погіршив його фінансове становище. У зв'язку з цим почав працювати на таких роботах, як землеупорядник, керуючий житловим комплексом, тренер баскетбольної дівчачої команди, працівник пекарні тощо. Протягом цього часу отримав від Асоціації колишніх гравців НБА 10,000 доларів, однак це не врятувало його становище.
Як повідомляла газета Бостон глоуб у липні 2010 року, Вільямс був безробітним та безпритульним, проживаючи в автомобілі в Помпано-Біч. Щоб прогодувати себе займався риболовством у місцевому парку. У листопаді 2010 року повернувся у Маунт-Вернон та влаштувався фахівцем з оздоровлення у місцевому відділі охорони здоров'я.
Помер 22 березня 2013 року у центрі боротьби з раком у Нью-Йорку.